# Process Analytical Technology
Process analytical technology (kurz PAT) ist ein von der US-Behörde für Lebens- und Arzneimittel (FDA) im Jahr 2004 entworfenes Programm zur Qualitätssicherung in der Pharmazeutischen Industrie. In ihm werden Mechanismen definiert, die pharmazeutische Herstellungsprozesse durch das Messen kritischer Prozessparameter (englisch critical process parameters, CPP) – welche kritische Qualitätseigenschaften besitzen (englisch critical quality attributes, CQA) – Entwerfen, Analysieren und Kontrollieren sollen.
Die PAT-initiative der FDA ist Teil einer breiten Strategie der Qualitätssicherung der FDA.

## Prozessparameter erfassen
Um die gewünschten Parameter eines Prozesses zu gewinnen, wird unterschieden in:
- Online-Messung: Proben werden aus dem Prozess automatisiert entnommen, gemessen und dann zurückgeführt.
- Atline-Messung: Proben werden vor Ort dem Prozess entnommen und getestet.
- Inline-Messung: Messungen erfolgen direkt im Prozessstrom.
- Offline-Messung: Proben werden aus dem Prozessstrom entnommen und anschließend in ein Labor verbracht, um dort gemessen zu werden

## Beispiele
Eine typische PAT-Aufgabe ist die Überwachung von Abwässern aus der laufenden Produktion auf Schadstoffe. Diese Aufgabe kann auf vielfältige Weise erledigt werden, beispielsweise durch Bestimmung des Summenparameters über den im Wasser gefundenen Kohlenstoff oder mittels der Gaschromatographie.